# 蓮漪表妹
蓮漪表妹，潘人木第一部長篇小說。被譽為「四大抗戰小說」之一。即便「抗戰小說」美稱流傳多年，作者本人卻認為這本小說省略抗戰八年，不能將之歸入抗戰小說。

## 歷程
- 1952年獲文藝創作月刊徵文二獎。（首獎從缺）
- 1952年1月由文藝創作出版社發行；未久即如作者自己所言「隨風而逝，無影無蹤」地絕版了。
- 1980年代，潘人木在林海音力邀之下，重新修改作品，並在1985年11月將本書交由純文學出版社出版。
- 1990年代中期，純文學出版社關閉，本書再度絕版。
- 2001年4月，由爾雅出版社重新出版。（目前市面流通的版本）

## 角色
- 白蓮漪
- 卜碧琴
- 侯宛如
- 張心宜
- 曹瑞
- 洪若愚
- 倪有義
- 趙白安
- 胡學禮
- 沈積露
- 榮世祺

## 章節

### 第一部　在校之日
- 蓮漪表妹
- 進大學的皮鞋
- 大學的早晨
- 迎新會上
- 「拍花的」
- 她的煩惱
- 軍訓風波
- 討厭的訪問
- 我們有了歧見
- 等待
- 老洪請客
- 開始沸騰
- 學生運動
- 要緊的書
- 如願
- 好媽媽
- 同樂會
- 有情的機器
- 機器壞了
- 灰色的鋪蓋捲兒
- 最後的浪花
- 她走了
- 停止了繡花

### 第二部　蓮漪手記
共三十五節，無標題。